# Bas van Wageningen
Bas van Wageningen (Den Haag, 8 oktober 1982) is een Nederlands basgitarist, tekstschrijver en producer. Hij is vooral bekend als bassist van de Haagse band DI-RECT.
Na de havo op Dalton Den Haag studeerde Van Wageningen aan de HTS en het conservatorium, maar deze vervolgopleidingen maakte hij niet af. In 1999 begon hij op zeventienjarige leeftijd samen met Tim Akkerman, Frans "Spike" van Zoest en Jamie Westland de band DI-RECT. Het eerste optreden van de band vond plaats tijdens het 25-jarig huwelijksfeest van de ouders van "Spike" van Zoest. In 2001 beëindigde hij zijn conservatoriumopleiding omdat deze niet langer te combineren was met zijn activiteiten voor DI-RECT.
Van Wageningen runt samen met zijn vader Ernst van Wageningen en zijn jongere broer Tijmen de door hen zelf opgerichte Basement Studio in Den Haag, waar onder meer een deel van de platen van DI-RECT werd opgenomen en gemixt.
Daarnaast heeft hij in 2012 zijn eigen platenmaatschappij opgericht: Homebass Records.